# Police (1916)
Police (br: Carlitos policial / pt: Charlot ladrão) é um filme mudo estadunidense de curta-metragem de 1916, do gênero comédia, produzido por Jess Robbins para o Estúdios Essanay, e  escrito, dirigido e protagonizado por Charles Chaplin. A Essanay, após a saída de Chaplin, reeditou o filme.

## Sinopse
Charlie é solto da prisão e imediatamente é enganado por seu comparsa. Ele convence Charlie a ajudá-lo a roubar uma casa. No dia do roubo  a moradora da casa os flagra, e liga imediatamente para a polícia. Para não ser preso de novo, Charlie inventa uma desculpa para sair do problema.

## Elenco
- Charles Chaplin .... Charlie, presidiário 999
- Edna Purviance .... moradora da casa
- Wesley Ruggles .... ladrão
- James T. Kelley
- Leo White
- John Rand
- Fred Goodwins
- Billy Armstrong
- Snub Pollard
- Bud Jamison
- Paddy McGuire
- George Cleethorpe